# Frankie Sheahan
Pas d'image ? Cliquez ici

a Compétitions nationales et continentales officielles uniquement.

b Matchs officiels uniquement.
Dernière mise à jour le 5 février 2024.
Frank Jeremiah Sheahan, plus connu comme Frankie Sheahan, est né le 27 août 1976 à Toronto (Canada). C’est un joueur de rugby à XV, qui compte 29 sélections avec l'équipe d'Irlande entre 2000 et 2007, évoluant au poste de talonneur (1,80 m et 107 kg).

## Carrière
Il a eu sa première cape internationale avec l'équipe d'Irlande le 10 juin 2000 à l’occasion d'un test match contre l'équipe des États-Unis.
Il a disputé 56 matchs avec le Munster de Coupe d'Europe entre 1997 et 2009. Au total, il fait plus de 163 apparitions sous le maillot de la province.
En 2009, après quatorze ans au Munster, il prévoit de s'engager avec le CA Brive. Toutefois, une blessure récurrente l'oblige finalement à arrêter sa carrière sportive à l'âge de 32 ans.

## Palmarès
- 29 sélections avec l'équipe d'Irlande
- 5 essais, 25 points
- Sélections par année : 1 en 2000, 4 en 2001, 6 en 2002, 2 en 2003, 6 en 2004, 5 en 2005, 3 en 2006 et 2 en 2007
- Tournois des Six Nations disputés: 2001, 2002, 2003, 2004, 2005